# Scrooge; or Marley's Ghost
 (juillet 2025).
Pour plus de détails, voir Fiche technique et Distribution.
Scrooge; or Marley's Ghost est un film muet britannique de Walter R. Booth sorti en 1901.

## Fiche technique
- Titre original : Scrooge; or Marley's Ghost
- Réalisation : Walter R. Booth
- Production Robert W. Paul
- Pays d'origine : Grande-Bretagne
- Format : noir et blanc
- Genre : fantastique, drame
- Durée : 11 minutes, dont il ne subsiste que 6 minutes.
- Date de sortie : Royaume-Uni : novembre 1901

## Autour du film
C'est la première adaptation au cinéma du conte Un Chant de Noël de Charles Dickens.